# Segretissimo Presenta
Segretissimo Presenta è una collana di romanzi dedicati allo spionaggio, al thriller, noir e all'azione. Edita dalla Arnoldo Mondadori Editore, nasce come supplemento alla collana madre Segretissimo e a parte alcune eccezioni presenta romanzi inediti, a cadenza irregolare.
Nel 2010 la collana viene sospesa.

## Elenco titoli
| N. | Titolo                           | Autore                          | Titolo originale                    | Data originale | Data italiana  |
| -- | -------------------------------- | ------------------------------- | ----------------------------------- | -------------- | -------------- |
| 6  | Cacciatori di killer             | John E. Douglas & Mark Olshaker | Broken Wings (Mindhunters)          | 1999           | luglio 2002    |
| 7  | Minaccia dagli abissi            | Steve Alten                     | The Trench                          | 1999           | agosto 2002    |
| 9  | Largo Winch: eredità mortale     | Gilles Legardinier              | L'héritier                          | 2001           | maggio 2003    |
| 12 | Largo Winch: obiettivo artico    | Gilles Legardinier              | Projet Arctique                     | 2001           | luglio 2003    |
| 13 | Pericolo in Corea                | David Hagberg                   | White House                         | 1999           | agosto 2003    |
| 14 | Tokyo atomica                    | Anne Rambach                    | Tokyo Atomic                        | 2001           | agosto 2003    |
| 15 | Largo Winch: legami di sangue    | Nicolas Van Hamme               | Les liens du sang                   | 2001           | settembre 2003 |
| 16 | Largo Winch: la neve di Mosca    | Nicolas Van Hamme               | Affaires de famille                 | 2001           | febbraio 2004  |
| 17 | In alto mare                     | David Poyer                     | China Sea                           | 2000           | luglio 2004    |
| 18 | Tuck Nyland: Missione Kingfisher | John Reed                       | The Kingfisher's Call               | 2002           | luglio 2004    |
| 22 | Qualcosa sul fondo               | Mickey Spillane                 | Something's Down There              | 2003           | luglio 2005    |
| 23 | All'inferno                      | Earl Emerson                    | Into the Inferno                    | 2004           | 2005           |
| 27 | Obiettivo Washington             | Gary Grossman                   | Executive Actions                   | 2004           | dicembre 2006  |
| 28 | Professional Gun (antologia)     | Stephen Gunn                    |                                     | 2006           | febbraio 2007  |
| 29 | Ladykill                         | Andrea Carlo Cappi              |                                     | 2005           | agosto 2007    |
| 30 | 24: la porta dell'inferno        | Marc Cerasini                   | 24 Declassified: Operation Hellgate | 2005           | ottobre 2007   |
| 31 | 24: Trojan Horse                 | Marc Cerasini                   | 24 Declassified: Trojan Horse       | 2006           | maggio 2008    |
| 32 | Il faraone delle sabbie          | Valerio Massimo Manfredi        |                                     | 1998           | agosto 2008    |
| 33 | The Company (parte prima)        | Robert Littell                  | The Company                         | 2002           | novembre 2008  |
| 34 | The Company (parte seconda)      | Robert Littell                  | The Company                         | 2002           | maggio 2009    |
| 35 | The Company (parte terza)        | Robert Littell                  | The Company                         | 2002           | aprile 2009    |